# Свиязевы
Свиязевы — дворянский род литовского происхождения.
При подаче документов (22 мая 1686), для внесения рода в Бархатную книгу, была предоставлена совместная родословная роспись Свиязевых и их однородцев Поликарповых, а также четыре царские вотчинные жалованные грамоты (1623) Василию и Ивану Захарьевичам Свиязевым на вотчины: в Старицком, Тверском, Московском и Каширском уездах, деревни Бякотово Веркошинском стане Венёвского уезда и деревни Подпольное в Кубенской волости Вологодского уезда.
Этот род Свиязевых, внесенный в VI часть родословной книги Ярославской губернии, угас в первой половине XIX столетия. Есть еще 2 рода Свиязевых, позднейшего происхождения.

## Происхождение и история рода
Происходящий, по сказаниям старинных родословцев, от «мужа честна» Яна Августовича по прозванию Кан, выехавшего (1485) из Литвы в Тверь и принявшего крещение с именем Симеон. От сына его Фёдора Свиязя якобы происходят Свиязевы. В реальности, выезд родоначальника, как и в большинстве подобных случаев в российской генеалогии — спорная легенда, а первые бесспорные указания о службах и владениях Свиязевых датируются XVI в. и происходят они, скорее всего, из среды тверских городовых детей боярских.
В синодике опальных Ивана Грозного по делу Старицких (1569), совместно с удельной княгиней Ефросиньей Андреевной казнён подьячий Антон Свиязев, а в казнях (1570) казнён из Пскова Печерского монастыря Третьяк, а также псковитянин Фёдор Свиязев (1570).
Иван Захарович Свиязев был при Михаиле Федоровиче воеводой в Каргополе и Турчасове (1619), Торжке (1627) и Болхове (1633—1634), брат его Василий — в Елатьме и Веневе (1649), Абрам Иванович Свиязев — в Ельце (1677).
Местничество Свиязевых начинается (1634), известны три дела по местническим спорам, занимая в местническом справочнике место № 277.
Иван Иванович Свиязев, из дворян Угличского уезда, лейб-компании гренадер, Высочайше подтвержден в потомственном дворянском достоинстве Всероссийской Империи (31.12.1741). Представителем дворянского рода Свиязевых в Ярославской губернии также являлся Свиязев Иван, майор. Его супруга, Свиязева Анна Петровна, унаследовала его углицкие имения после его смерти.

## Описание герба
Две части вдоль разделенный щит, у которого правая часть показывает в чёрном поле золотое стропило с наложенными на нем тремя горящими гранатами натурального цвету между тремя серебряными звездами, яко общей знак особливой Нам и всей Империи Нашей при благополучном Нашем на родительский Наш наследный престол вступлении верно оказанной службы и военной храбрости, а левая содержит в червленом поле, горизонтально серебряную полосу с тремя сверху и снизу городскими зубцами (приложить рисунок), над ней два, внизу один золотые полумесяцы, рогами вверх. Над щитом несколько открытой к правой стороне обращенный стальной дворянский шлем, который украшает наложенная на него обыкновенная Лейб-компании гренадерская шапка с червлеными и белыми страусовыми перьями и с двумя по обеим сторонам распростертыми орловыми крылами черного цвета, на которых повторены три серебряные звезды. По сторонам щита опущен шлемовной Намёт: червленого и черного цветов, подложенный справа серебром, слева золотом, с приложенною внизу щита подписью: «За верность и ревность».

## Известные представители
- Свиязев Захарий Григорьевич — подьячий, дьяк, в боярском списке (1588—1589), среди 40 дьяков, записан на высоком шестом месте, дьяк во Владимирском судном приказе, дьяк приказа Большого дворца (1605—1606)[4].
- Свиязев Василий Захарьевич — московский дворянин (1627—1640).
- Свиязев Иван Захарьевич — московский дворянин (1629—1640), пристав турецкого посла Муслай-аги (1634—1635) (ум. 1644).
- Свиязев Никифор Михайлович — московский дворянин (1629—1640).
- Свиязев Иван Никифорович — стряпчий (1658—1668).
- Свиязев Абрам Иванович — стряпчий (1658), стольник (1663—1692).
- Свиязев Гаврила Никифорович — стряпчий (1668—1676).
- Свиязев Григорий Любимович — московский дворянин (1676—1677)[6].